# De liefdesbrief
De liefdesbrief is een schilderij van de Hollandse meester Johannes Vermeer (1632-1675). Het is gemaakt in ± 1669 - ± 1670 met olieverf op doek en meet 44 x 38,5 cm. Het schilderij behoort sinds januari 1893 tot de collectie van het Rijksmuseum Amsterdam.
In het werk waarschuwt Vermeer, in een beeldtaal die in de 17e eeuw goed werd begrepen, tegen promiscuïteit. Binnen de katholieke omgeving waarin Vermeer in Delft verkeerde, zal die waarschuwing op waarde zijn geschat.
De -dreigende- echtbreuk wordt uitgebeeld door de liefdesbrief die de afgebeelde vrouw ontvangt, de luit die zij bespeelt en de 2 sloffen op de voorgrond, waarbij één bezem is geplaatst.
De blik van de vrouw verraadt schrik en vertwijfeling: kennelijk realiseert zij zich nu dat zij zal moeten kiezen tussen ‘het goede’ en ‘het kwade’.
De waarschuwingen bestaan uit het schilderij op de achtergrond met het scheepje dat koers zet richting een vervaarlijke storm, terwijl het schilderij daarboven juist ‘de goede weg’ aanwijst: een rustig landschap met op het rechte pad een man (de allegorische echtgenoot), de mand met vuile was die gemakkelijk naar buiten kan worden gebracht, en de geamuseerde spottende blik van de aanwezige dienstmeid, een indicatie voor de (volks-)hoon die de vrouw ten deel zal vallen bij de ‘verkeerde keuze’.

## Diefstal
In de nacht van donderdag 23 september op vrijdag 24 september 1971 werd een groot deel van het doek door de 21-jarige Mario Roymans ontvreemd uit het Paleis voor Schone Kunsten in Brussel. Het werk was voor een tentoonstelling uitgeleend door het Rijksmuseum. Deze expositie was op 23 september geopend. 
Roymans had zich bij sluitingstijd laten opsluiten in een elektriciteitskast en probeerde 's nachts het schilderij met lijst en al te stelen. Het raam waardoor hij het gebouw wilde verlaten, was daarvoor echter te klein. Daarop haalde hij het schilderij uit de lijst en probeerde hij naar eigen zeggen vergeefs de spijkers te verwijderen om het doek van het spieraam af te halen. Van die poging was later op het schilderij niets terug te zien. Wel waren er sporen zichtbaar van een poging om aan de zijkant van het spieraam het doek los te snijden. Uiteindelijk verwijderde hij met ruwe sneden een groot deel van het doek met behulp van een linoleummes. Het door hem verwijderde deel van het doek stak hij op zijn rug half in zijn broek. Bij het verlaten van het gebouw en misschien ook tijdens een taxirit liep het doek nog meer schade op door het knakken van het doek en verfverlies. De verzekeringsmaatschappij van het schilderij loofde een geldbeloning uit voor het terugvinden van het doek.

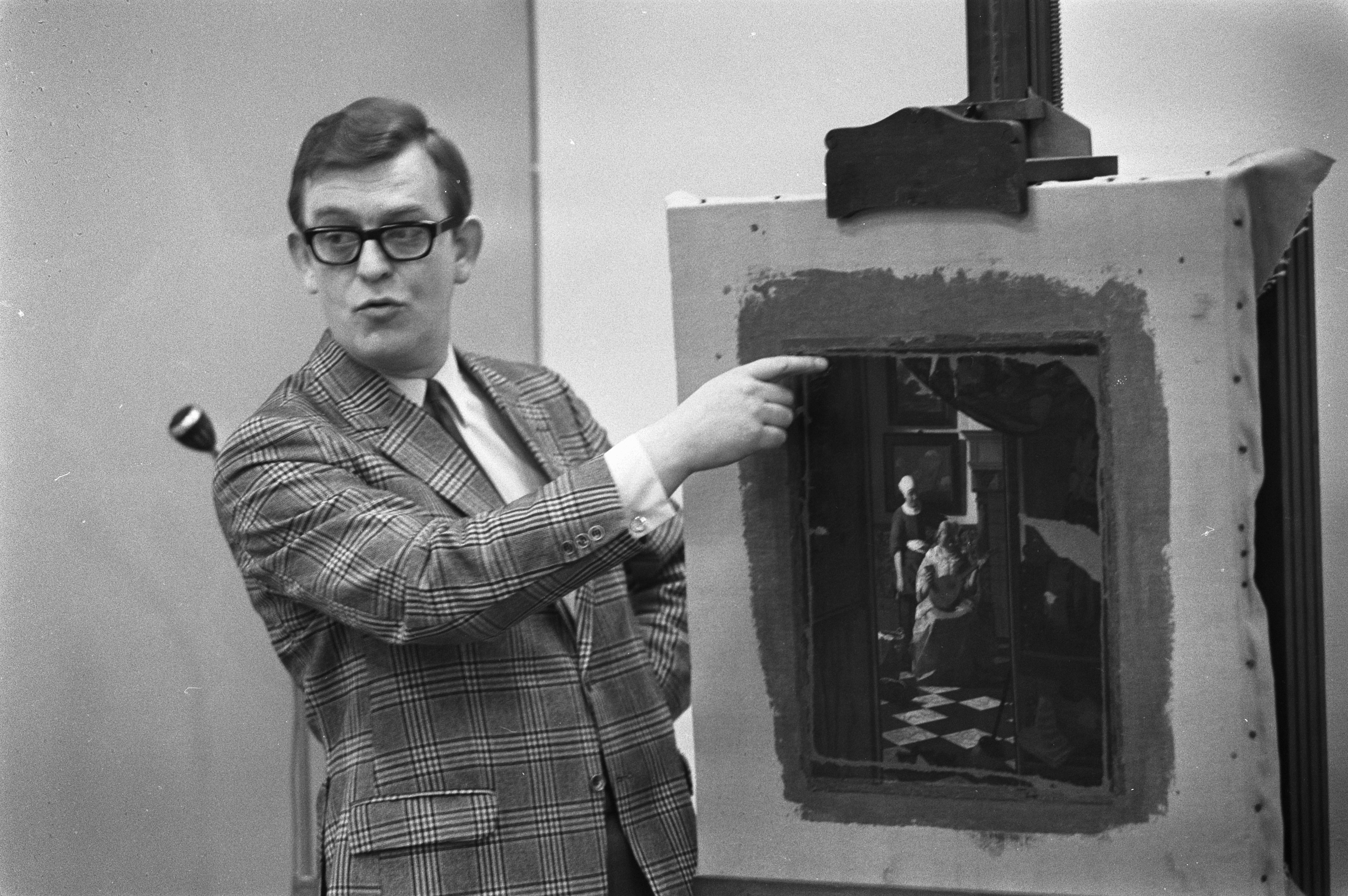
Hoofdrestaurateur L. Kuiper van de afdeling schilderijen van het Rijksmuseum Amsterdam toont op 2 februari 1972 het beschadigde schilderij De liefdesbrief aan de verzamelde pers.

De dief stelde zich in verbinding met een journalist van het Belgische dagblad Le Soir. In de nacht van 3 op 4 oktober liet hij hem het gestolen deel van het doek zien in de buurt van het Belgisch-Limburgse Zolder. Bij het licht van de koplampen van een auto werd een foto van het doek gemaakt die in Le Soir werd afgedrukt. Roymans had zich aan de journalist voorgesteld als Tijl uit Limburg, waarmee hij zich identificeerde met Tijl Uilenspiegel.
Hij stelde drie voorwaarden voor teruggave van het doek. De verzekeringsmaatschappij van het doek diende tweehonderd miljoen Belgische frank te doneren aan de rooms-katholieke internationale hulporganisatie Caritas Catholica voor de Bengaalse vluchtelingen die wegens de onlusten in Oost-Pakistan naar het buurland India waren gevlucht. Het Paleis van Schone Kunsten diende in België een campagne te financieren om honger uit de wereld te bannen en van het Rijksmuseum Amsterdam eiste hij hetzelfde in Nederland.
Op 6 oktober voerde Roymans vanuit een tankstation in Kuringen een telefoongeprek met de radionieuwsdienst van de BRT. Ruim een uur later werd hij gearresteerd en werd het doek verpakt in een kussensloop onder zijn bed teruggevonden in een hotel in Zolder waar hij als leerling-kelner werkte.
Uiteindelijk werd hij veroordeeld tot een geldboete en een gevangenisstraf van 24 maanden, waarvan achttien maanden voorwaardelijk met aftrek van voorarrest.
Voor de restauratie van het schilderij werd een internationale adviescommissie van experts samengesteld, die het advies gaf het schilderij zoveel mogelijk terug te brengen in de toestand van vóór de diefstal. Een onafhankelijke groep beeldende kunstenaars en sociologen, verenigd in de Werkgroep P2, pleitte er daarentegen voor om het doek ongerestaureerd te laten en het in het vervolg tentoon te stellen in een "derde-wereld-afdeling". Dat verzoek werd niet gehonoreerd en de aanbeveling van de adviescommissie werd overgenomen.

## Herkomst
- Privécollectie Pieter van Lennep (1780-1850) te Amsterdam, mogelijk rond 1810 verworven, in bezit tot aan zijn overlijden
- Privécollectie van zijn dochter Margaretha Catharina van Lennep (1815-1891) (huwelijksnaam M.C. Messchert van Vollenhoven-Van Lennep), te Bloemendaal, geërfd in 1850 en in bezit tot haar overlijden
- Privécollectie J.F. van Lennep (1819-1892) te Amsterdam, door vererving in bezit gekregen
- Op 29 maart 1892 op de veiling van veilinghuis Roos & Co., C.F. te Amsterdam, lotnummer 14, aangekocht door J. Ankersmit namens de Vereniging Rembrandt voor de som van 41.000 gulden, met opgeld 45.100 gulden.[noot 1]
- Sinds 1 januari 1893 in het bezit van het Rijksmuseum Amsterdam.